# سائو میانینگ
سائو میانینگ (انگلیسی: Cao Mianying؛ زادهٔ ۱۲ august ۱۹۶۷ (۵۷ سال)) ورزشکار روئینگ اهل چین است.
وی در مسابقات کشوری و بین‌المللی در مجموع برندهٔ ۲ مدال نقره شده‌است.